# Joseph Tan Yanquan
Dans ce nom chinois, le nom de famille, Tan, précède le nom personnel.
Joseph Tan Yanquan (mandarin : 谭燕全 	Tán Yànquán), né en 1962, est un prélat catholique et l'archevêque de Nanning depuis 2007. Cependant, son titre officiel est métropolite.

## Biographie
Né en 1962, Tan Yanquan est ordonné prêtre en 1989. Il est devenu l'archevêque adjoint de l'Archidiocèse de Nanning en 2003 en raison de l'âge avancé de l'archevêque de l'époque, Joseph Meng Ziwen (en). En 2007, après la mort de ce dernier, Tan devient l'archevêque de Nanning. Sa devise est Ad Gentes, qui se traduit grossièrement en aux nations. En décembre 2003, le gouvernement chinois décide de fusionner l'archidiocèse avec la préfecture apostolique (en) de Guilin, le diocèse (en) de Wuzhou ainsi que le Diocèse de Beihai, mesures d'annexion qui ont suscité de vives réactions du Vatican, mais qui ont été plus tard applaudies par le pape. Lorsque Tan Yanquan est élu, il devient alors en même temps évêque de Wuzhou. Il est aussi président de la Commission d'éducation catholique de Guangxi ainsi que directeur adjoint de l'Académie théologique de Zongnian.
En 2018, ce dernier est accusé de fraude puisque l'archidiocèse est endetté de plus de 4 millions $ (USD) et celui-ci a même créé cinq compagnies à son nom selon le gouvernement chinois, ce que Tan Yanquan nie formellement. Il avait aussi signé un contrat de démolition avec une compagnie de développement immobilier visant à démolir l'église du Sacré-Cœur-de-Jésus de Nanning, mais en a été empêché par l'État qui a placé une protection temporaire sur le bâtiment.